# Марія Манчині
Марі́я Манчи́ні (італ. Maria Mancini, фр. Marie Mancini; 28 серпня 1639, Рим — 8 травня 1715, Піза) — французька аристократка італійського походження, княгиня, фаворитка французького короля Людовика XIV, автор мемуарів.

## Життєпис
Походила зі шляхетського римського роду Манчині, відомого з кінця XIV ст. Третя донька барона Мікеле Лоренцо Манчині та Жероніми Мазарині (сестри кардинала Джуліо Мазаріні). Народилася 1639 року в Римі. Після смерті батька у 1650 році разом з матір'ю та сестрами перебралася до Франції. Тут стала однією з улюблених небог Мазаріні, отримавши разом з сестрами прізвисько мазареток. До 1652 року навчалася в монастирі.
У 1655 році була представлена французькому двору в Луврі. 1658 року стала коханкою і офіційною фавориткою короля Людовика XIV, змінивши свою старшу сестру Олімпію. Марія мала на свого коханця позитивний вплив, завдяки чому король став цікавитися літературою і поступово віддалятися від своєї матері, Анни Австрійської і самого Мазаріні. Марія і Людовик збиралися одружитися, проте королева-мати і кардинал були рішуче проти — незважаючи на те, що король благав про дозвіл, стоячи на колінах. Цей любовний зв'язок припинився лише після заручення Людовика XIV з іспанською інфантою Марією Терезією. Саму Марію було відправлено до абатства Нотр-Дамм де Лі. Останній раз бачилася з королем 1659 року.
У 1661 році вийшла заміж за князя Лоренцо Онофріо Колонна, великого коннетабля Неаполя. Спочатку подружжя мешкало у Мілані, чоловік піклувався про Марію, в яку був закоханий. 1665 року запропонувала чоловікові мешкати окремо. Сама Марія пояснювала це небажання піддавати своє життя небезпеці через можливу нову вагітність. Другою причиною стали зради чоловіка й народження у нього позашлюбної доньки.
Перебирається до Риму. Звідси разом з сестрою Гортензією переїздить до Франції. Потім подорожує Європою. Після смерті чоловіка 1689 року повертається до Італії. Померла 1715 року в Пізі.

## Творчість
Була автором «Мемуарів», події яких довела до 1677 року. Їх основу становлять стосунки з королем та чоловіком. Надруковано 1678 року в Лейдені (Голландська республіка). У мемуарах Марія розповідає про найсильніше і найвище почуття, яке їй довелося випробувати в житті. Це любов до французького короля Людовика XIV

## Родина
Чоловік — Лоренцо, син Маркантоніо V Колонна, князя Паліано.
Діти:
- Філіппо (1663—1714), герцог і князь Паліано
- Маркантоніо (1664—1715)
- Карло (1665—1739), кардинал